# Bolesław Sokołowski (oficer marynarki)
Bolesław Sokołowski (ur. 26 stycznia bądź 8 lub 9 marca 1892, zm. 1940 w ZSRR) – komandor porucznik Marynarki Wojennej, ofiara zbrodni katyńskiej.

## Życiorys
Urodził się w 1892 jako syn Aleksandra. Podczas I wojny światowej służył w rosyjskiej marynarce wojennej. Pod odzyskaniu przez Polskę niepodległości w 1919 wstąpił do polskiej Marynarki Wojennej. Jako porucznik marynarki w 1921 został pierwszym dowódcą trałowca ORP „Rybitwa”. Został awansowany na stopień kapitana porucznika w Korpusie Morskim ze starszeństwem z dniem 1 czerwca 1919. W 1923 był komendantem monitora „Warszawa” w dywizjonie Flotylli Wiślanej. W 1924 służył w Samodzielnym Referacie Personalnym  Planów w Kierownictwie Marynarki Wojennej. Następnie został awansowany na stopień komandora podporucznika w Korpusie Morskim ze starszeństwem z dniem 15 sierpnia 1924. W 1928 służył Dowództwie Floty. Później został awansowany do stopnia komandora porucznika w Korpusie Morskim ze starszeństwem z dniem 1 stycznia 1932. W tym stopniu był pierwszym dowódcą polskiego niszczyciela ORP „Burza” od sierpnia 1932 do 21 kwietnia 1933). W 1931 i w 1933 był dowódcą dywizjonu szkolnego w Centrum Szkolenia Marynarki Wojennej. Następnie był dowódcą dywizjonu kontrtorpedowców. W 1932 był oficerem Portu Wojennego Gdynia. Od stycznia 1937 do kwietnia 1938 był komendantem Portu Wojennego Gdynia. 30 września 1938 został przeniesiony w stan spoczynku.
Po wybuchu II wojny światowej w czasie kampanii wrześniowej został powołany do Kierownictwa Marynarki Wojennej. Po agresji ZSRR na Polskę, 17 września 1939 był w kolejowym transporcie ewakuacyjnym na wschód. Po tym jak kontradmirał Xawery Czernicki został skierowany do Równego, Bolesław Sokołowski został dowodzącym zgrupowania w Deraźnem. Został aresztowany przez sowietów. W 1940 został zamordowany przez NKWD. Jego nazwisko znalazło się na tzw. Ukraińskiej Liście Katyńskiej opublikowanej w 1994 (został wymieniony na liście wywózkowej 41/3-248 oznaczony numerem 2742). Ofiary tej części zbrodni katyńskiej zostały pochowane na otwartym w 2012 Polskim Cmentarzu Wojennym w Kijowie-Bykowni.

## Ordery i odznaczenia
- Krzyż Kawalerski Orderu Odrodzenia Polski (11 listopada 1937)[15][16]
- Krzyż Walecznych
- Złoty Krzyż Zasługi (10 listopada 1928)[17]
- Komandor Orderu Miecza (Szwecja, 1932)[18][19]